# 保镇
保镇（義大利語：Pau），是意大利奥里斯塔诺省的一个市镇。总面积14.1平方公里，人口321人，人口密度22.8人/平方公里（2009年）。ISTAT代码为095040。